# Lovisa von Plat
Lovisa von Plat (en) även känd som Platskan och Moster von Platen, även kallad Helena Fahlberg, död i oktober 1785, var en svensk kopplare och bordellmamma verksam i Stockholm under frihetstiden och den gustavianska tiden. Hon var en välkänd gestalt i Stockholm och tillhörde de mest framgångsrika inom sitt yrke, med en kundkrets bland dåtida makthavare. Hon förekommer i samtida memoarer, dagböcker, brev och anonyma poem. 

## Biografi
Lovisa von Plat uppgav själv att hon var dotter till en officer med namnet von Plat. Vid ett tillfälle före år 1747 var hon anmäld av den franska ambassadören för förskingring av kläder. Hennes mor uppgav sig heta Fahlberg, medan Lovisa von Plat hade uppgett att hon hette Helena Fahlberg. Hon förklarade att hon hade sagt sig heta Fahlberg eftersom det var namnet på moderns första make, medan Lovisa var dotter till moderns andre make, som hette von Plat. Hon hade en syster eller halvsyster, Catharina Fahlberg, som också uppges ha varit prostituerad. 
Enligt mantalslängden från 1740-talet räknades Lovisa von Plat officiellt som fattig. I praktiken var detta inte fallet, eftersom hon samtidigt hade en piga, bar peruk och puder och använde snus. Hon bodde 1747 i Tyska skolhuset i Gamla stan eller "Tyska Scholehuset i Staden", men detta förmodas ha varit en tillfällig bostad.  Hon uppgav sig detta år vara "några och trettio år".

### Målet 1747
År 1747 ställdes Lovisa von Plat inför rätta åtalad för koppleri angiven av Helena Bohman, som under en tid hade arbetat i hennes bordell. Bohmans vittnesmål beskrev ingående von Plats koppleriverksamhet. Tillsammans med sin fars gesäll Fyrlo, som hade fått faderns tillstånd att eskortera henne till en konsert på slottet, hade Helena Bohman i stället utan lov besökt en krog på Svartmangatan i Gamla stan.    Där hade hon mött Lovisa von Plat, och bett henne ordna en tjänst åt henne, och von Plat hade då bett henne att följa med henne hem till hennes bostad.   Hemma hos von Plat hade de mött baron von Ungern-Sternberg och kammarherren baron Gustaf Palmfelt, som gett von Plat bud på franska om att köpa sexuella tjänster av Bohman.   Palmfelt hade vunnit budgivningen och sedan haft samlag med Bohman bakom en skärm, medan von Plat tog hela betalningen.
I fortsättningen ingick Bohman i Lovisa von Plats grupp prostituerade. Hon följde von Plat till pigbaler (snarare horbaler) på krogar och Djurgården för att möta kunder, och även till kunders hem: vid ett tillfälle hade hon till exempel följt med von Plat till "grefve Liewens" hus, där de festat med von Liewen, löjtnant Anrep vid artilleriet och baron Palmfelt, tills de dock hade slängts ut av Liewens yngre bror, som hade misstyckt. von Plat sände bud till henne med sin piga Eva Hardner, med hallrättsbetjänten Christian eller en "hustru Rankstedt".  
Helena Bohman uppgav att en stor del män var gäster hos Lovisa von Plat, bland dem adliga officerare, tjänstemän, bokhållare hos rika handelsmän, och utan att använda ett inkognito. Hon räknade upp Kurck, majoren vid Smålands regemente, Baron von Ungern-Sternberg, baron Palmfelt "som hafwer sitt hus wed Skeppsbroen", ryttmästare Enhielm, kaptenerna Laurin och Stålhammar samt en "greve Wrangel" och "herr Trotzig", som en gång kommit slagsmål utanför von Plats hem. Lovisa von Plat brukade enligt Bohman som regel ta hela, eller i varje fall nästan hela betalningen: av Palmfelt hade hon till exempel fått 18 daler, av vilka von Plat behållit 12. Bohman förvånade rätten genom sin likgiltighet efter betalning för prostitutionen: hon nekade till att Lovisa von Plat hade lovat henne någon annan betalning än att ge henne "någon doceur" om hon höll tyst om det hela inför sina föräldrar, och uppgav sig vara nöjd med det. Bohmans far vittnade om att Palmfelt en dag hade varit i hans verkstad för att beställa speglar, och då hade viskat något till hans dotter. 
Lovisa von Plat kallades in och underkastades förhör. Hon uppgav sig vara "några och trettio år" gammal, dotter till en underofficer von Plat vid Livgardet, som ursprungligen kom från Dresden, som försörjde sig på att tvätta och sy: hon uppgav att hon bara hade träffat Bohman för att skaffa en tjänst åt henne, att männen hade besökt henne i hennes egenskap av sömmerska.
Bohmans uppgifter växte till ett uppmärksammat rättsmål som orsakade skandal och drog in flera personer i målet som växte till en härva under sommaren. Den 6 juli vägrade von Plat att infinna sig, men den 9 juli vittnade Bohman mot von Plat, som då tvingats närvara. Hon namngav flera andra av von Plats "jungfrur". Hon sade att hon en gång i sällskap med "lilla Stina vid Baggensgatan" hade besökt "hustru Buckner"  (Anna Stina Buckner), en ökänd kopplare på Drottninggatan, men blivit utslängd för att Buckner var von Plats rival och hade identifierat Bohman som en av von Plats anställda. von Plat förnekade allt.      
Den 13 juli vittnade en mängd kvinnor, men utan att lämna några avgörande uppgifter. Ett brev från Bohman lades fram där hon bad von Plat befria henne från föräldrarnas illa behandling, med ett harmlöst svarsbrev från von Plat: Bohman uppgav dock att dessa två brev hade skrivit med avsikt att just framvisas för rätten vid behov. Ett annat och mer komprometterande meddelande från Lovisa von Plat hade hittats, där hon kallade på Kommissarien Robsuluns hushållerska Catharina Thun, en piga och "skitgreta", som alla uppenbarligen brukade anlitas av hennes som prostituerade, för att betjäna kunder: 
Ma chere seur
Ma chere seur, war nu så god och kom till mig i afton klåckan
11 då dig lägligast lärer wara, och tag med dig syster Maja som
tiena hos Fru Schantz, ty i afton kommer några honetta Cavaillerer
till mig, som intet äro rädda om plåten och ducaten, utan wij
på det bästa kan blifwa förnögde. Om du råkar skitgreta så lät
denne föllja med, konan sir nog bra ut, je me recomende
Ma chere seur
L. von Plat
Då Lovisa von Plat ombeds att ge skriftprov, överensstämde inte hennes handstil med den på meddelandet. Lovisa von Plat uteblev sedan från förhör. 
Stockholms vice häradshövding Jakob Åkerhielm gick i god för henne, och baron Gabriel Fredrik Kurck von Kurck gav både henne och hennes prostituerade alibi genom att lista dem som tvätterskor och sömmerskor. Vid denna tid riskerade en ogift kvinna att placeras på Spinnhuset för lösdriveri om hon inte kunde visa upp en personlig inkomst, yrke eller beskyddare som gick i god för henne, och det var inte ovanligt att prostituerade fick intyg av förmögna män. Den 23 september uppgavs Lovisa von Plat ha lämnat staden och gömt sig på en oidentifierad prästgård på landet. Den 2 oktober avslutades målet eftersom det avgjordes att det låg utanför södra kämnärsrättens jursisdiktion eftersom både Bohman och von Plat var bosatta i staden. Det är inte känt hur målet slutade eftersom dokumentationen är försvunnen, men eftersom varken von Plat eller Bohman förekommer i några fånglistor, antas de antingen ha frikänts eller endast blivit bötfällda.

### Senare liv
Lovisa von Plat gifte sig 1757 med en grenadsergeant Cretsmer eller Carl Otto Kretzmer (d. 1767). Maken uppges av Gjörwell ha varit underofficer vid Livgardet.
Hennes bordell var under 1760-talet vida känd i Stockholm.  Den låg vid "S:t Olofs röda tomt", det vill säga vid Adolf Fredriks kyrka, och kallades Platskans jungfrubur.   Hon bedrev sin verksamhet vid Baggensgatan och Västerlånggatan. 
Gustaf Hallenstierna besökte under 1760-talet hennes bordell i S:t Olof i sällskap med Per Laurin.  De släpptes in till ett rum där de fick träffa två kvinnor, "fru Hyllster och fröken Rosendufva", där Hyllster var gift med en kammarförvaltare och kvinnorna skaffade sig extrainkomster från prostitution. Laurin och Hyllster hade dock även ett sexuellt förhållande utan pengar inblandade, och det tycks alltså som om von Plat även hyrde ut rum för illegala sexuella förbindelser som inte hade något med prostitution att göra, något som tycks ha varit vanligt bland kopplare, som tjänade pengar på att ta betalt för rum de upplät för sexuella möten vare sig dessa handlade om prostitution eller inte.
Enligt Gjörwell ägde Lovisa von Plat krogen n:r 471 i huset n:r 31 i kvarteret S:t Olof: hon lät dock själva krogrörelsen skötas av hustrun till en av sina hyresgäster. Detta hus uppgavs år 1760 ägas av "Fältwebels Hustrun Lowisa Kritzmer", 1770 av änkan "Helena Lovisa Kritzmer", 49 år gammal, mor till två till namnet okända döttrar på tio och tolv år; 1780 ägdes huset, nu med namnet 31:an kv. Grönlandet, av "Lena Lisa Krusmer", 52 år gammal, med en sjuttonårig dotter Johanna. Förutom döttrarna nämns att hon den andra gången hade andra gången ett sjukt, inneboende fattighjon, krukmakardottern Maja Lena Dahlberg, en gardessoldat och två änkor, varav den ena, "systren wagtmästare Enkan Cath. Dorothea Techau - 42 år", möjligen var hennes syster; den tredje gången uppgavs hon ha två kvinnor boende hos sig, varav den ena änka och den andra gift med en mantalskommissarie som rest till Finland.
Bellman uppger i sitt dödspoem över henne att hon avled i oktober 1785.
I Peter Wessmans kända lista över prostituerade och kopplare i Stockholm från 1786 (Samling af wisor, poesier och artiga anecdoter) listas Lovisa von Plat först i raden av alla stadens kopplare. Hon angavs då bo vid Surbrunn och hade öknamnet Näslösa.

## Eftermäle
Lovisa von Plat nämns i många samtida dagböcker, memoarer, visor, brev, krönikor och besjöngs i flera anonyma så kallade "hordikter".
Hennes bordell beskrivs i Gustaf Hallenstiernas erotiska memoarer, där han beskriver hur han själv, Nils von Rosenstein och Carl Fredrik Fredenheim frekventerar bordellen.
I en dikt från 1778 hävdade Johan Henrik Kellgren om Carl Michael Bellman att ”uti Platskans jungfrubur, han Kärleksgudens språk fått lära”.
Bellman använde ibland Lovisa von Plat som motiv för sina visor, tillsammans med andra personer såsom kollegan mor Maja, brännvinsbrännaren Lundholm, krögaren Movitz, krögerskan Mor Brita och krögerskan Löfberg med flera. 
Vid hennes död skildrade Bellman hennes liktåg i "Platskans överfart på Styx i Oktober 1785". 
Hon nämns i Fredmans Testamente nr 149.
En silhuettbild av Lovisa von Plat finns i Johan Gabriel Carléns Bellmansupplaga samt på Kungliga biblioteket.